# Пахотный Усад
Пахотный Усад — село в Починковском районе Нижегородской области. Входит в состав Ризоватовского сельсовета. На севере к селу примыкает село Сырятино.
Село известно тем, что в 30-е годы XX века здесь 2 года служили священник Василий Абоимов, переемник о. Василия Адаменко, и диакон Иоанн Фролов, которые с благословения митрополита Сергия служили на русском языке. Вскоре о. Василий Абоимов был арестован и расстрелян в декабре 1937 года. Единственный храм села выстоял в годы советской власти и сгорел по чистой случайности — из-за неполадок с электричеством.

## Галерея
- Храм внутри
- Престол в храме